# 何穗
何穗（1989年9月23日—），中國超級名模。她是高級時裝品牌：Ralph Lauren、Karl by Karl Lagerfeld、Shanghai Tang的代言人。何穗上過Vogue China及i-D等雜誌封面或內頁，也有參與Chanel、Dolce & Gabbana、Hermes、Victoria's Secret等著名時裝及奢侈品的時裝展。2018年9月14日，與奚梦瑶一同擔任维多利亚的秘密大中华区品牌大使。

## 早年经历
何穗小时候体质特别弱。爸妈让她学游泳，初衷是強身健體，然而七年游泳培训，倒使她的身材特别符合模特要求：肩宽、肩平、腰细、腿长。高一时，何穗身高达到了178。她就报名参加了第十二届中国模特之星大赛，结果取得冠军。这个模特之星大赛的冠军也让她开始了她的模特生涯。

## 作品

### 电影
- 2014年 《失戀急讓》飾演 楊蓮
- 2015年 《何以笙箫默》飾演 簫筱
- 2017年 《鮫珠傳》飾演 飛龍
- 2019年 《飞驰人生》饰演 穗穗

#### 综艺节目
- 2015 浙江衛視《奔跑吧兄弟》第三季
- 2016 浙江衛視《奔跑吧兄弟》第四季
- 2015 东方卫视《跟着贝尔去冒险》第8期
- 2015 东方卫视《今天吃什么》第2期
- 2017 浙江衛視《高能少年团》第一季
- 2017 东方卫视《青春旅社》 固定嘉宾
- 2020 浙江衛視《奔跑吧兄弟》第八季

## 外部連結
- 何穗的新浪微博
- 何穗 sui he的Instagram帳戶
- Models.com Profile （页面存档备份，存于）